# Rhachidosorus
Rhachidosorus, rod papratnjača smješten u vlastitu porodicu Rhachidosoridaceae, nazivana i Rhachidosoraceae, dio reda osladolike. Pripada mu nekoliko vrsta iz iistočne i tropske Azije

## Vrste
1. Rhachidosorus blotianus Ching
2. Rhachidosorus chrysocarpus (Alderw.) Ching
3. Rhachidosorus consimilis Ching
4. Rhachidosorus mesosorus (Makino) Ching
5. Rhachidosorus pulcher (Tagawa) Ching
6. Rhachidosorus siamensis S.Linds.
7. Rhachidosorus stramineus (Copel.) Ching
8. Rhachidosorus truncatus Ching